# 聂德·吉东

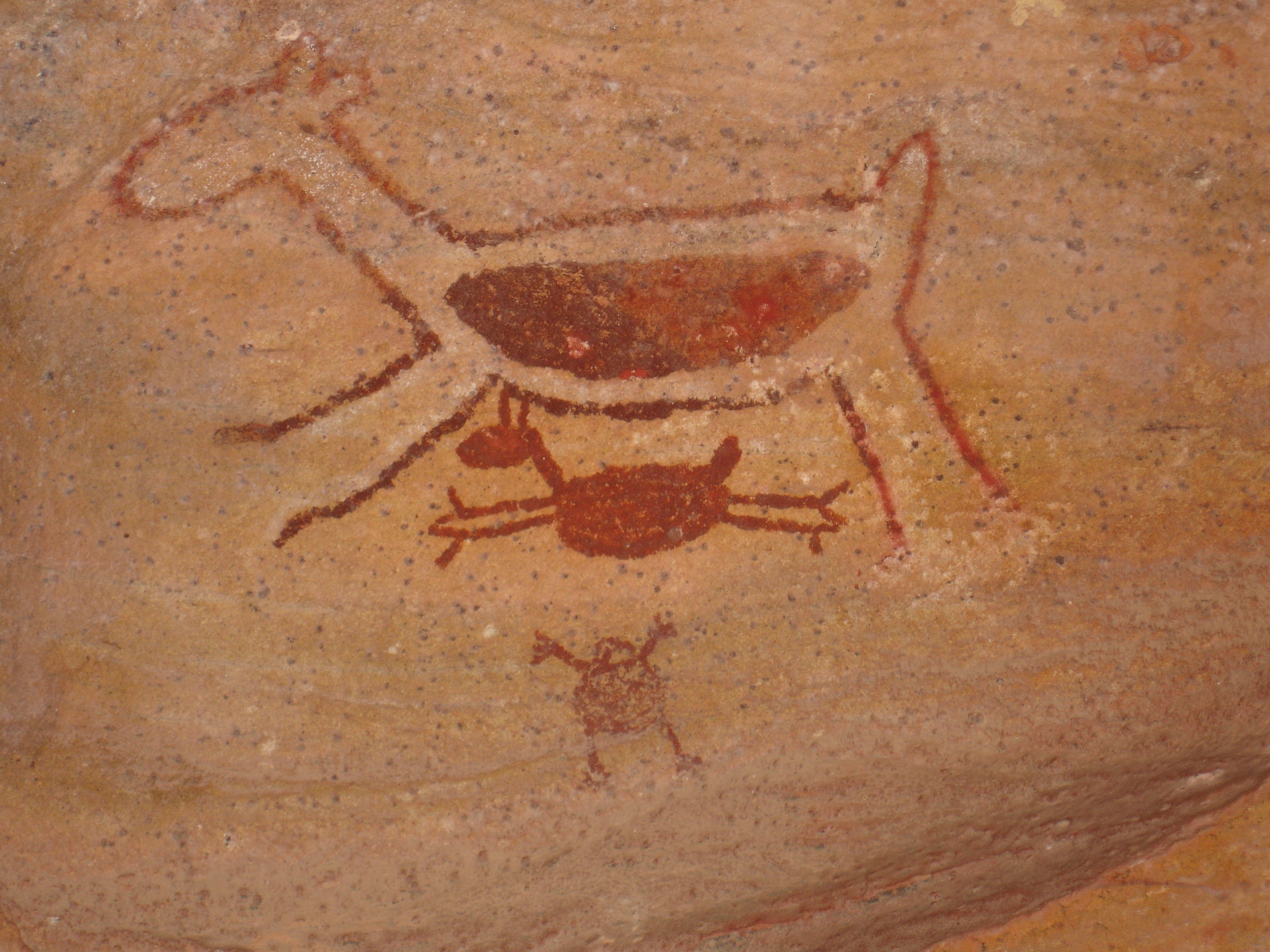

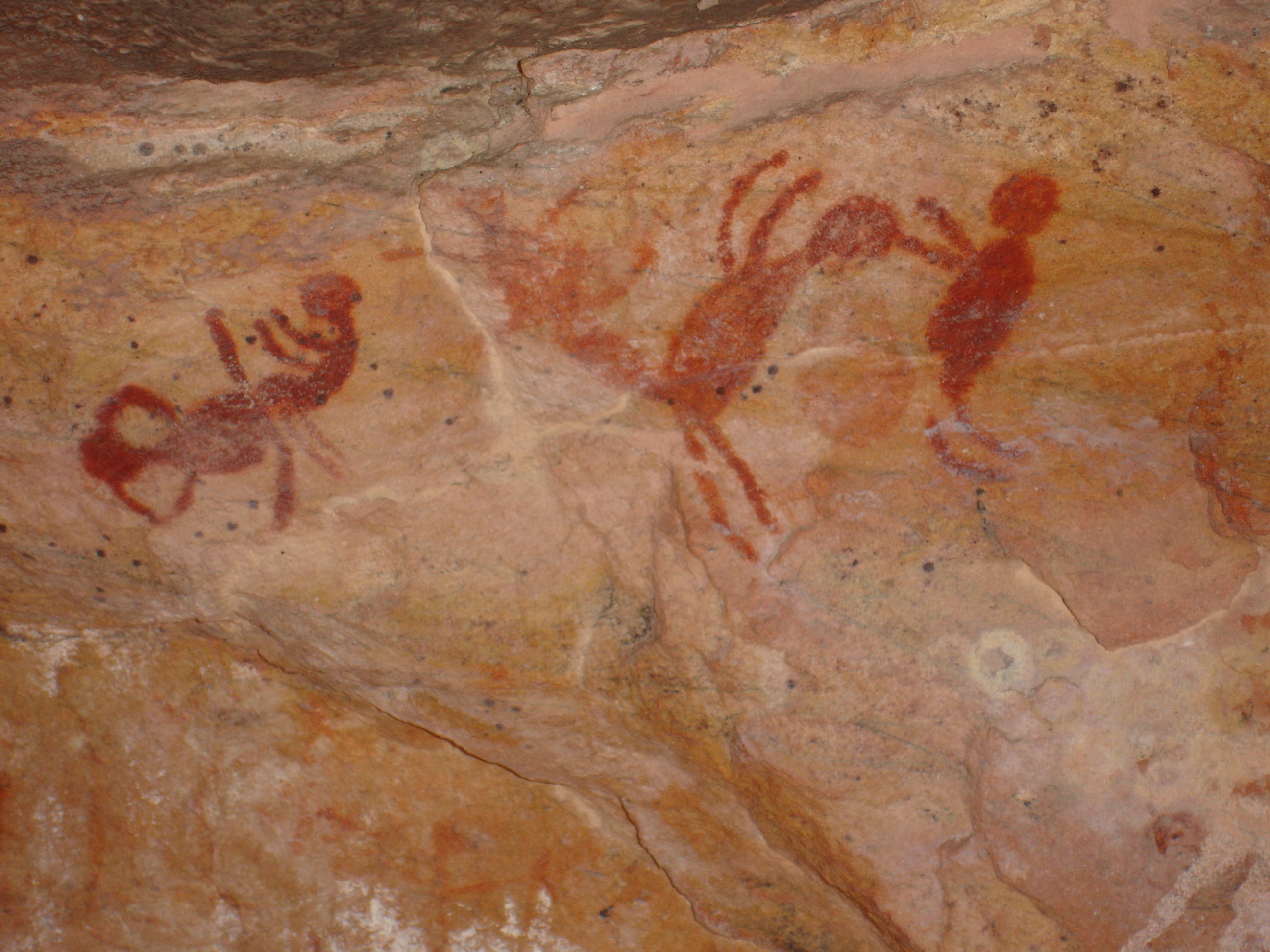

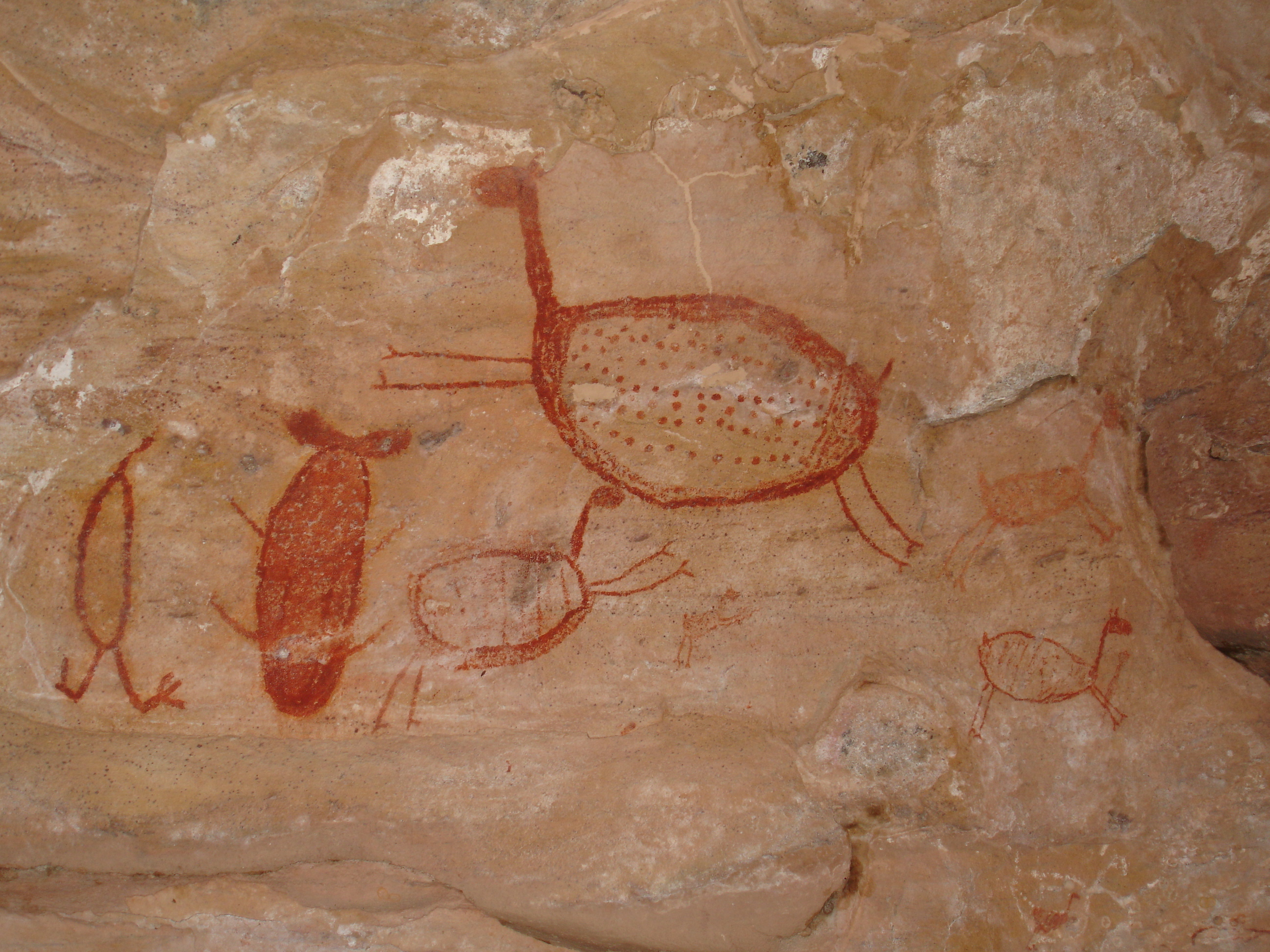

聂德·吉东（葡萄牙語發音：[niˈɛdʒi ɡiˈdõ]，1933年3月12日—2025年6月4日）是一位巴西考古学家，知名于对卡皮瓦拉山脈國家公園的世界文化遗产——南美洲史前人类活动遗址的研究，2005年获克劳斯亲王奖。